# Metamatematika
A metamatematika a modern (19. század utáni) matematikai, matematikafilozófiai, illetve filozófiai publikációkban különféle, egymással rokonságban lévő, de nem mindenhol ugyanabban az értelemben használt kifejezés és fogalom.

## A matematika alapjai
Kezdetben általában azon, ma már a matematika ágainak számító tudományok – „foundations of mathematics”: halmazelmélet, matematikai logika, számítógéptudomány ill. ezek kezdeményei – összefoglaló neveként használták e kifejezést, melyek segítségével a legújabb korban, az ún. a szigorúság forradalma nevű matematikai korszakban a matematikát sikerült egységesíteni és megalapozni, az alapvetőbb fogalmakat a fenti tudományágak fogalmaira vezetve vissza. Ruzsa Imre magyar filozófus még használja ilyen értelemben e szót.

## Matematikafilozófia
Előfordulhat, hogy „metamatematikán” egyszerűen a matematikafilozófiát értik: a matematika által felvetett filozófiai kérdések vizsgálatát.

## Új matematikai tudományág
Újabban megfigyelhetőek kísérletek a metamatematika értelmének rögzítésére, mégpedig úgy, hogy a „metamatematika” kifejezés értelmét, a fenti tudományágak és a matematika egy speciális határterületeként határozzuk meg. Ezek szerint a metamatematika a matematikafilozófia ama területe, mely a matematika-filozófiai problémákat matematikai módszerek segítségével vizsgálja (Csaba Ferenc (szerk.): A matematikafilozófia a 21. szd. küszöbén). A definíció szerint (a fenti mondat második tagmondata alapján) ez a tudományág a matematikának is része.

## Fontosabb nevek
- Platón
- Gottfried Wilhelm Leibniz
- Roger Bacon
- Immanuel Kant
- Georg Friedrich Hegel
- Edmund Husserl
- Ludwig Wittgenstein
- Ruzsa Imre

- Gottlob Frege
- Bertrand Russell
- David Hilbert
- L. E. J. Brouwer
- Alfred Tarski
- Kurt Gödel